# Handbal la Jocurile Olimpice de vară din 2016 – Calificări turneul feminin
Calificarea la Turneul Olimpic de Handbal Feminin din 2016 are loc din decembrie 2014 până în martie 2016. Douăsprezece echipe se vor califica: țara gazdă, campioana mondială, patru campioane continentale și șase echipe din turneele olimpice de calificare.

## Sumarul calificărilor
| Modalitate de calificare           | Data                 | Gazda     | Locuri | Calificate    |
| ---------------------------------- | -------------------- | --------- | ------ | ------------- |
| Țara gazdă                         | 2 octombrie 2009     | Copenhaga | 1      | Brazilia      |
| Campionatul European 2014          | 7–21 decembrie 2014  | Diverse   | 1      | Spania        |
| Turneul de Calificare African 2015 | 19–21 martie 2015    | Luanda    | 1      | Angola        |
| Jocurile Pan Americane 2015        | 15–24 iulie 2015     | Toronto   | 1      | Argentina     |
| Turneul de Calificare Asiatic 2015 | 20–25 octombrie 2015 | Nagoya    | 1      | Coreea de Sud |
| Campionatul Mondial 2015           | 5–20 decembrie 2015  | Danemarca | 1      | Norvegia      |
| Turneul Olimpic de calificare 2016 | 17–20 martie 2016    | Metz      | 2      | Țările de Jos |
| Turneul Olimpic de calificare 2016 | 17–20 martie 2016    | Metz      | 2      |               |
| Turneul Olimpic de calificare 2016 | 17–20 martie 2016    | Aarhus    | 2      | România       |
| Turneul Olimpic de calificare 2016 | 17–20 martie 2016    | Aarhus    | 2      | Muntenegru    |
| Turneul Olimpic de calificare 2016 | 17–20 martie 2016    | Astrahan  | 2      | Rusia         |
| Turneul Olimpic de calificare 2016 | 17–20 martie 2016    | Astrahan  | 2      | Suedia        |
| Total                              | Total                | Total     | 12     |               |

^1. Întrucât Norvegia s-a calificat la Jocurile Olimpice prin câștigarea Campionatului Mondial din 2015, locul nefolosit de la Campionatul European i-a fost acordat Spaniei din postura de finalistă a competiției.

## Legendă pentru modalitatea de calificare
|  | Calificată pentru Jocurile Olimpice de vară din 2016 |
|  | Calificată pentru Turneul Olimpic de calificare 2016 |

## Țara gazdă
- Brazilia

## Campionatul Mondial
| Loc | Echipa                    |
| --- | ------------------------- |
| 1   | Norvegia                  |
| 2   | Țările de Jos             |
| 3   | România                   |
| 4   | Polonia                   |
| 5   | Rusia                     |
| 6   | Danemarca                 |
| 7   | Franța                    |
| 8   | Muntenegru                |
| 9   | Suedia                    |
| 10  | Brazilia                  |
| 11  | Ungaria                   |
| 12  | Spania                    |
| 13  | Germania                  |
| 14  | Coreea de Sud             |
| 15  | Serbia                    |
| 16  | Angola                    |
| 17  | China                     |
| 18  | Argentina                 |
| 19  | Japonia                   |
| 20  | Puerto Rico               |
| 21  | Tunisia                   |
| 22  | Kazahstan                 |
| 23  | Cuba                      |
| 24  | Republica Democrată Congo |

## Calificări continentale

### Europa (Primul continent din clasament)
| 1  | Norvegia      |
| 2  | Spania        |
| 3  | Suedia        |
| 4  | Muntenegru    |
| 5  | Franța        |
| 6  | Ungaria       |
| 7  | Țările de Jos |
| 8  | Danemarca     |
| 9  | România       |
| 10 | Germania      |
| 11 | Polonia       |
| 12 | Slovacia      |
| 13 | Croația       |
| 14 | Rusia         |
| 15 | Serbia        |
| 16 | Ucraina       |

### America (Al doilea continent din clasament)
| 1 | Brazilia    |
| 2 | Argentina   |
| 3 | Uruguay     |
| 4 | Mexic       |
| 5 | Cuba        |
| 6 | Puerto Rico |
| 7 | Canada      |
| 8 | Chile       |

^2. Întrucât Brazilia s-a calificat la turneul final ca țară organizatoare, locul pentru continentul american a revenit următoarei clasate, Argentina.

### Asia (Al treilea continent din clasament)
Competiția s-a desfășurat la Nagoya, Japonia. 
Toate orele sunt locale (UTC+9).
| Loc | Echipa        | MJ | V | E | Î | GM  | GP  | DG   | Pct | Calificare                          |
| --- | ------------- | -- | - | - | - | --- | --- | ---- | --- | ----------------------------------- |
| 1   | Coreea de Sud | 4  | 4 | 0 | 0 | 160 | 82  | +78  | 8   | Calificată la turneul final         |
| 2   | Japonia       | 4  | 3 | 0 | 1 | 125 | 94  | +31  | 6   | Calificată la turneul de calificare |
| 3   | China         | 4  | 2 | 0 | 2 | 106 | 102 | +4   | 4   |                                     |
| 4   | Kazahstan     | 4  | 1 | 0 | 3 | 103 | 114 | −11  | 2   |                                     |
| 5   | Uzbekistan    | 4  | 0 | 0 | 4 | 80  | 182 | −102 | 0   |                                     |

| 20 octombrie 2015 17:00 | Kazahstan | 18−28 | China | Aichi Prefectural Gymnasium, Nagoya |
| 20 octombrie 2015 17:00 | (8−13)    |       |       | Aichi Prefectural Gymnasium, Nagoya |
| 20 octombrie 2015 17:00 |           |       |       | Aichi Prefectural Gymnasium, Nagoya |

| 20 octombrie 2015 19:00 | Japonia | 51−17 | Uzbekistan | Aichi Prefectural Gymnasium, Nagoya |
| 20 octombrie 2015 19:00 | (25−10) |       |            | Aichi Prefectural Gymnasium, Nagoya |
| 20 octombrie 2015 19:00 |         |       |            | Aichi Prefectural Gymnasium, Nagoya |

| 21 octombrie 2015 17:00 | Coreea de Sud | 35−24 | Kazahstan | Aichi Prefectural Gymnasium, Nagoya |
| 21 octombrie 2015 17:00 | (18−10)       |       |           | Aichi Prefectural Gymnasium, Nagoya |
| 21 octombrie 2015 17:00 |               |       |           | Aichi Prefectural Gymnasium, Nagoya |

| 21 octombrie 2015 19:00 | China   | 19−29 | Japonia | Aichi Prefectural Gymnasium, Nagoya |
| 21 octombrie 2015 19:00 | (11−13) |       |         | Aichi Prefectural Gymnasium, Nagoya |
| 21 octombrie 2015 19:00 |         |       |         | Aichi Prefectural Gymnasium, Nagoya |

| 22 octombrie 2015 17:00 | China  | 22−34 | Coreea de Sud | Aichi Prefectural Gymnasium, Nagoya |
| 22 octombrie 2015 17:00 | (8−15) |       |               | Aichi Prefectural Gymnasium, Nagoya |
| 22 octombrie 2015 17:00 |        |       |               | Aichi Prefectural Gymnasium, Nagoya |

| 22 octombrie 2015 19:00 | Uzbekistan | 27−38 | Kazahstan | Aichi Prefectural Gymnasium, Nagoya |
| 22 octombrie 2015 19:00 | (15−18)    |       |           | Aichi Prefectural Gymnasium, Nagoya |
| 22 octombrie 2015 19:00 |            |       |           | Aichi Prefectural Gymnasium, Nagoya |

| 24 octombrie 2015 16:00 | Japonia | 24−23 | Kazahstan | Aichi Prefectural Gymnasium, Nagoya |
| 24 octombrie 2015 16:00 | (13−11) |       |           | Aichi Prefectural Gymnasium, Nagoya |
| 24 octombrie 2015 16:00 |         |       |           | Aichi Prefectural Gymnasium, Nagoya |

| 24 octombrie 2015 18:00 | Uzbekistan | 15−56 | Coreea de Sud | Aichi Prefectural Gymnasium, Nagoya |
| 24 octombrie 2015 18:00 | (8−30)     |       |               | Aichi Prefectural Gymnasium, Nagoya |
| 24 octombrie 2015 18:00 |            |       |               | Aichi Prefectural Gymnasium, Nagoya |

| 25 octombrie 2015 14:00 | Uzbekistan | 21–37 | China | Aichi Prefectural Gymnasium, Nagoya |
| 25 octombrie 2015 14:00 | (6–21)     |       |       | Aichi Prefectural Gymnasium, Nagoya |
| 25 octombrie 2015 14:00 |            |       |       | Aichi Prefectural Gymnasium, Nagoya |

| 25 octombrie 2015 16:00 | Coreea de Sud | 35–21 | Japonia | Aichi Prefectural Gymnasium, Nagoya |
| 25 octombrie 2015 16:00 | (17–11)       |       |         | Aichi Prefectural Gymnasium, Nagoya |
| 25 octombrie 2015 16:00 |               |       |         | Aichi Prefectural Gymnasium, Nagoya |

### Africa (Al patrulea continent din clasament)
Competiția s-a desfășurat la Luanda, Angola. 
Toate orele sunt locale (UTC+1).
| Loc | Echipa                    | MJ | V | E | Î | GM  | GP | DG  | Pct | Calificare                          |
| --- | ------------------------- | -- | - | - | - | --- | -- | --- | --- | ----------------------------------- |
| 1   | Angola                    | 3  | 3 | 0 | 0 | 100 | 72 | +28 | 6   | Calificată la turneul final         |
| 2   | Tunisia                   | 3  | 2 | 0 | 1 | 74  | 66 | +8  | 4   | Calificată la turneul de calificare |
| 3   | Senegal                   | 3  | 1 | 0 | 2 | 65  | 85 | −20 | 2   |                                     |
| 4   | Republica Democrată Congo | 3  | 0 | 0 | 3 | 71  | 87 | −16 | 0   |                                     |

| 19 martie 2015 18:00 | Angola  | 38 − 21 | Senegal | Pavilhão da Cidadela, Luanda |
| 19 martie 2015 18:00 | (20–10) |         |         | Pavilhão da Cidadela, Luanda |
| 19 martie 2015 18:00 | Raport  |         |         | Pavilhão da Cidadela, Luanda |

| 19 martie 2015 20:00 | Tunisia | 26 − 21 | Republica Democrată Congo | Pavilhão da Cidadela, Luanda |
| 19 martie 2015 20:00 | (14–11) |         |                           | Pavilhão da Cidadela, Luanda |
| 19 martie 2015 20:00 | Raport  |         |                           | Pavilhão da Cidadela, Luanda |

| 20 martie 2015 18:00 | Senegal | 19 − 25 | Tunisia | Pavilhão da Cidadela, Luanda |
| 20 martie 2015 18:00 | (13–13) |         |         | Pavilhão da Cidadela, Luanda |
| 20 martie 2015 18:00 | Raport  |         |         | Pavilhão da Cidadela, Luanda |

| 20 martie 2015 20:00 | Angola  | 36 − 28 | Republica Democrată Congo | Pavilhão da Cidadela, Luanda |
| 20 martie 2015 20:00 | (19–13) |         |                           | Pavilhão da Cidadela, Luanda |
| 20 martie 2015 20:00 | Raport  |         |                           | Pavilhão da Cidadela, Luanda |

| 21 martie 2015 18:00 | Republica Democrată Congo | 22 – 25 | Senegal | Pavilhão da Cidadela, Luanda |
| 21 martie 2015 18:00 | (14–11)                   |         |         | Pavilhão da Cidadela, Luanda |
| 21 martie 2015 18:00 | Raport                    |         |         | Pavilhão da Cidadela, Luanda |

| 21 martie 2015 20:00 | Angola  | 26 – 23 | Tunisia | Pavilhão da Cidadela, Luanda |
| 21 martie 2015 20:00 | (10–12) |         |         | Pavilhão da Cidadela, Luanda |
| 21 martie 2015 20:00 | Raport  |         |         | Pavilhão da Cidadela, Luanda |

## Turneele olimpice de calificare
Turneele olimpice de calificare vor avea loc în perioada 17-20 martie 2016. Doar douăsprezece echipe care încă nu s-au calificat prin cele cinci competiții menționate mai sus pot juca în turnee:
- Primele șase echipe de la Campionatul Mondial care nu s-au calificat deja prin campionatele continentale sunt eligibile pentru a participa la turneu.
- Cele mai bine clasate echipe din fiecare continent de la Campionatul Mondial vor reprezenta continentul pentru a determina clasamentul pe continente. Primul continent clasat va primi două locuri în plus pentru turneu. Cel de-al doilea, al treilea și al patrulea continent vor primi câte un loc. Ultimul loc aparține unei echipe din zona Oceania, în cazul în care s-a clasat pe unul din locurile de la 8 la 12 la Campionatul Mondial. Cum nici o echipa din Oceania nu a îndeplinit această condiție, al doilea continent clasat a primit un loc în plus. Echipele care și-au câștigat deja locul lor prin clasamentul de la Campionatul Mondial, nu vor fi luate în considerare pentru a primi locuri prin criteriul continental.
- Cele douăsprezece echipe vor fi dispuse în trei urne de câte patru echipe, conform tabelului de mai jos. Primele două echipe din fiecare bazin se vor califica pentru Jocurile Olimpice 2016. [1]

| Turneul Olimpic de calificare 2016 #1                                                                                                  | Turneul Olimpic de calificare 2016 #2 | Turneul Olimpic de calificare 2016 #3                                                                                          |
| --- | --- | --- |
| - locul 2 de la Mondiale : Țările de Jos - locul 7 de la Mondiale : Franța - locul 2 din Asia : Japonia - locul 2 din Africa : Tunisia | - locul 3 de la Mondiale : România - locul 6 de la Mondiale : Danemarca - locul 3 din America : Uruguay - locul 4 din Europa : Muntenegru | - locul 4 de la Mondiale : Polonia - locul 5 de la Mondiale : Rusia - locul 3 din Europa: Suedia - locul 4 din America : Mexic |

### Turneul Olimpic de calificare 2016 #1
| Loc | Echipa        | MJ | V | E | Î | GM  | GP  | DG  | Pct | Calificare                  |
| --- | ------------- | -- | - | - | - | --- | --- | --- | --- | --------------------------- |
| 1   | Țările de Jos | 3  | 3 | 0 | 0 | 103 | 62  | +41 | 6   | Calificate la turneul final |
| 2   | Franța (H)    | 3  | 2 | 0 | 1 | 75  | 56  | +19 | 4   | Calificate la turneul final |
| 3   | Japonia       | 3  | 1 | 0 | 2 | 79  | 78  | +1  | 2   |                             |
| 4   | Tunisia       | 3  | 0 | 0 | 3 | 55  | 116 | −61 | 0   |                             |

| 18 martie 2016 16:45 | Japonia | 37 − 20 | Tunisia    | Arènes de Metz, Metz Asistență: 4.000 Arbitri: Gatelis, Mažeika |
| 18 martie 2016 16:45 | Fujii 8 | (19–8)  | Hamrouni 7 | Arènes de Metz, Metz Asistență: 4.000 Arbitri: Gatelis, Mažeika |
| 18 martie 2016 16:45 | 3×      | Raport  | 2× 3×      | Arènes de Metz, Metz Asistență: 4.000 Arbitri: Gatelis, Mažeika |

| 18 martie 2016 20:00 | Țările de Jos     | 24-17  | Franța    | Arènes de Metz, Metz Asistență: 5.000 Arbitri: Arntsen, Røen |
| 18 martie 2016 20:00 | Van der Heijden 5 | (9-7)  | Dembélé 5 | Arènes de Metz, Metz Asistență: 5.000 Arbitri: Arntsen, Røen |
| 18 martie 2016 20:00 | 2×                | Raport | 3×        | Arènes de Metz, Metz Asistență: 5.000 Arbitri: Arntsen, Røen |

| 19 martie 2016 17:45 | Țările de Jos | 33-25   | Japonia     | Arènes de Metz, Metz Asistență: 4.000 Arbitri: Nacevski, Nikolov |
| 19 martie 2016 17:45 | Malestein 8   | (15-16) | Yokoshima 7 | Arènes de Metz, Metz Asistență: 4.000 Arbitri: Nacevski, Nikolov |
| 19 martie 2016 17:45 | 5× 3×         | Raport  | 3×          | Arènes de Metz, Metz Asistență: 4.000 Arbitri: Nacevski, Nikolov |

| 19 martie 2016 20:00 | Franța    | 33-15  | Tunisia          | Arènes de Metz, Metz Asistență: 4.000 Arbitri: Gatelis, Mažeika |
| 19 martie 2016 20:00 | Houette 8 | (20-6) | trei jucătoare 3 | Arènes de Metz, Metz Asistență: 4.000 Arbitri: Gatelis, Mažeika |
| 19 martie 2016 20:00 | 4× 3×     | Raport | 3×               | Arènes de Metz, Metz Asistență: 4.000 Arbitri: Gatelis, Mažeika |

| 20 martie 2016 18:45 | Tunisia                   | 20 - 46 | Țările de Jos | Arènes de Metz, Metz Asistență: 2.800 Arbitri: Arntsen, Røen |
| 20 martie 2016 18:45 | Dardour, Farhani, Kouki 3 | (10-27) | Abbingh 8     | Arènes de Metz, Metz Asistență: 2.800 Arbitri: Arntsen, Røen |
| 20 martie 2016 18:45 | 3×                        | Raport  | 4× 3×         | Arènes de Metz, Metz Asistență: 2.800 Arbitri: Arntsen, Røen |

| 20 martie 2016 20:30 | Franța   | 25 - 17 | Japonia | Arènes de Metz, Metz Asistență: 4.000 Arbitri: Nacevski, Nikolov |
| 20 martie 2016 20:30 | Pineau 7 | (11-7)  | Fujii 5 | Arènes de Metz, Metz Asistență: 4.000 Arbitri: Nacevski, Nikolov |
| 20 martie 2016 20:30 | 1× 3×    | Raport  | 2× 3×   | Arènes de Metz, Metz Asistență: 4.000 Arbitri: Nacevski, Nikolov |

### Turneul Olimpic de calificare 2016 #2
| Loc | Echipa        | MJ | V | E | Î | GM | GP  | DG  | Pct | Calificare                  |
| --- | ------------- | -- | - | - | - | -- | --- | --- | --- | --------------------------- |
| 1   | România       | 3  | 2 | 1 | 0 | 91 | 67  | +24 | 5   | Calificate la turneul final |
| 2   | Muntenegru    | 3  | 2 | 1 | 0 | 83 | 64  | +19 | 5   | Calificate la turneul final |
| 3   | Danemarca (H) | 3  | 1 | 0 | 2 | 85 | 75  | +10 | 2   |                             |
| 4   | Uruguay       | 3  | 0 | 0 | 3 | 55 | 108 | −53 | 0   |                             |

| 18 martie 2016 17:45 | Uruguay    | 19 − 34 | Muntenegru   | Ceres Arena, Aarhus Asistență: 1.100 Arbitri: Alpaidze, Berezkina |
| 18 martie 2016 17:45 | Scarrone 4 | (10–15) | Mehmedović 7 | Ceres Arena, Aarhus Asistență: 1.100 Arbitri: Alpaidze, Berezkina |
| 18 martie 2016 17:45 | 2× 3×      | Raport  | 3× 5×        | Ceres Arena, Aarhus Asistență: 1.100 Arbitri: Alpaidze, Berezkina |

| 18 martie 2016 20:00 | România     | 32 − 25 | Danemarca            | Ceres Arena, Aarhus Asistență: 3.100 Arbitri: Geipel, Helbig |
| 18 martie 2016 20:00 | Buceschi 10 | (19–13) | Dalby, Spellerberg 4 | Ceres Arena, Aarhus Asistență: 3.100 Arbitri: Geipel, Helbig |
| 18 martie 2016 20:00 | 2× 3×       | Raport  | 3× 4×                | Ceres Arena, Aarhus Asistență: 3.100 Arbitri: Geipel, Helbig |

| 19 martie 2016 17:45 | România    | 36 - 19 | Uruguay | Ceres Arena, Aarhus Asistență: 1.400 Arbitri: Alpaidze, Berezkina |
| 19 martie 2016 17:45 | Chintoan 9 | (17-10) | Fynn 4  | Ceres Arena, Aarhus Asistență: 1.400 Arbitri: Alpaidze, Berezkina |
| 19 martie 2016 17:45 | 3×         | Raport  | 6× 3×   | Ceres Arena, Aarhus Asistență: 1.400 Arbitri: Alpaidze, Berezkina |

| 19 martie 2016 20:00 | Danemarca   | 22 - 26 | Muntenegru  | Ceres Arena, Aarhus Asistență: 3.200 Arbitri: Horáček, Novotný |
| 19 martie 2016 20:00 | Jørgensen 7 | (10-13) | Bulatović 9 | Ceres Arena, Aarhus Asistență: 3.200 Arbitri: Horáček, Novotný |
| 19 martie 2016 20:00 | 4× 3×       | Raport  | 4× 3×       | Ceres Arena, Aarhus Asistență: 3.200 Arbitri: Horáček, Novotný |

| 20 martie 2016 18:30 | Muntenegru   | 23 - 23 | România    | Ceres Arena, Aarhus Asistență: 1.200 Arbitri: Horáček, Novotný |
| 20 martie 2016 18:30 | Despotović 8 | (11-15) | Chintoan 6 | Ceres Arena, Aarhus Asistență: 1.200 Arbitri: Horáček, Novotný |
| 20 martie 2016 18:30 | 3× 6×        | Raport  | 2× 3×      | Ceres Arena, Aarhus Asistență: 1.200 Arbitri: Horáček, Novotný |

| 20 martie 2016 21:00 | Danemarca      | 38 - 17 | Uruguay    | Ceres Arena, Aarhus Asistență: 1.500 Arbitri: Geipel, Helbig |
| 20 martie 2016 21:00 | Rej Bidstrup 9 | (19-7)  | Barreiro 8 | Ceres Arena, Aarhus Asistență: 1.500 Arbitri: Geipel, Helbig |
| 20 martie 2016 21:00 | 4× 3×          | Raport  | 4× 2×      | Ceres Arena, Aarhus Asistență: 1.500 Arbitri: Geipel, Helbig |

### Turneul Olimpic de calificare 2016 #3
| Loc | Echipa    | MJ | V | E | Î | GM  | GP  | DG  | Pct | Calificare                  |
| --- | --------- | -- | - | - | - | --- | --- | --- | --- | --------------------------- |
| 1   | Rusia (H) | 3  | 3 | 0 | 0 | 101 | 71  | +30 | 6   | Calificate la turneul final |
| 2   | Suedia    | 3  | 2 | 0 | 1 | 100 | 81  | +19 | 4   | Calificate la turneul final |
| 3   | Polonia   | 3  | 1 | 0 | 2 | 85  | 71  | +14 | 2   |                             |
| 4   | Mexic     | 3  | 0 | 0 | 3 | 51  | 114 | −63 | 0   |                             |

| 18 martie 2016 15:30 | Polonia      | 25 − 27 | Rusia       | Sportcomplex Zvezdny, Astrahan Asistență: 6,000 Arbitri: Koo, Lee |
| 18 martie 2016 15:30 | Kobylińska 5 | (11-11) | Viahireva 7 | Sportcomplex Zvezdny, Astrahan Asistență: 6,000 Arbitri: Koo, Lee |
| 18 martie 2016 15:30 | 2×           | Raport  | 3× 4×       | Sportcomplex Zvezdny, Astrahan Asistență: 6,000 Arbitri: Koo, Lee |

| 18 martie 2016 18:00 | Suedia | 41 − 20 | Mexic     | Sportcomplex Zvezdny, Astrahan Asistență: 1,000 Arbitri: Lah, Sok |
| 18 martie 2016 18:00 | Sand 5 | (21–9)  | Aguirre 8 | Sportcomplex Zvezdny, Astrahan Asistență: 1,000 Arbitri: Lah, Sok |
| 18 martie 2016 18:00 | 5× 3×  | Raport  | 2× 3×     | Sportcomplex Zvezdny, Astrahan Asistență: 1,000 Arbitri: Lah, Sok |

| 19 martie 2016 14:00 | Polonia | 24-30   | Suedia | Sportcomplex Zvezdny, Astrahan Asistență: 3.700 Arbitri: Bonaventura, Bonaventura |
| 19 martie 2016 14:00 | Zych 6  | (12-16) | Alm 6  | Sportcomplex Zvezdny, Astrahan Asistență: 3.700 Arbitri: Bonaventura, Bonaventura |
| 19 martie 2016 14:00 | 1× 3×   | Raport  | 3×     | Sportcomplex Zvezdny, Astrahan Asistență: 3.700 Arbitri: Bonaventura, Bonaventura |

| 19 martie 2016 16:30 | Rusia       | 37-17   | Mexic                 | Sportcomplex Zvezdny, Astrahan Asistență: 6.000 Arbitri: Koo, Lee |
| 19 martie 2016 16:30 | Gorshkova 6 | (17-11) | Sifuentes Hernandez 5 | Sportcomplex Zvezdny, Astrahan Asistență: 6.000 Arbitri: Koo, Lee |
| 19 martie 2016 16:30 | 5× 3×       | Raport  | 3× 1×                 | Sportcomplex Zvezdny, Astrahan Asistență: 6.000 Arbitri: Koo, Lee |

| 20 martie 2016 16:00 | Rusia                  | 37 – 29 | Suedia    | Sportcomplex Zvezdny, Astrahan Asistență: 6.000 Arbitri: Lah, Sok |
| 20 martie 2016 16:00 | Dmitrieva, Viahireva 7 | (15–10) | Gulldén 8 | Sportcomplex Zvezdny, Astrahan Asistență: 6.000 Arbitri: Lah, Sok |
| 20 martie 2016 16:00 | 2× 3×                  | Raport  | 3×        | Sportcomplex Zvezdny, Astrahan Asistență: 6.000 Arbitri: Lah, Sok |

| 20 martie 2016 18:30 | Mexic      | 14 – 36 | Polonia       | Sportcomplex Zvezdny, Astrahan Asistență: 1.500 Arbitri: Bonaventura, Bonaventura |
| 20 martie 2016 18:30 | Esquivel 6 | (5–18)  | Kołodziejsk 8 | Sportcomplex Zvezdny, Astrahan Asistență: 1.500 Arbitri: Bonaventura, Bonaventura |
| 20 martie 2016 18:30 | 1× 3×      | Raport  | 2× 3×         | Sportcomplex Zvezdny, Astrahan Asistență: 1.500 Arbitri: Bonaventura, Bonaventura |